# Chandler (Texas)
Chandler je město v okrese Henderson County ve státě Texas ve Spojených státech amerických. V roce 2020 zde žilo 3 275 obyvatel a s celkovou rozlohou 16,1 km² byla hustota zalidnění 204 obyvatel na km².